# Brette-les-Pins
Brette-les-Pins település Franciaországban, Sarthe megyében. Lakosainak száma 2127 fő (2022. január 1.). Brette-les-Pins Parigné-l’Évêque, Teloché, Ruaudin és Saint-Mars-d’Outillé községekkel határos.

## Népesség
A település népességének változása:
| Lakosok száma | 2137 | 2148 | 2261 | 2153 | 2129 | 2128 | 2128 | 2123 | 2127 |
|               | 2013 | 2015 | 2016 | 2017 | 2018 | 2019 | 2020 | 2021 | 2022 |